# 荒井城址公園
荒井城址公園（あらいじょうしこうえん）は、神奈川県足柄下郡真鶴町にある公園。

## 概要
真鶴半島の付け根、真鶴駅から徒歩5分の高台に位置する。11世紀に荒井実継の荒井城があった城跡を公園に整備したもので、空堀跡が残る。1987年（昭和62年）開園。ライトアップもあるしだれ桜の時期ににぎわいを見せることで著名。

## 見所
自由広場、池、竹林、ピクニック広場、アスレチック広場、梅林エリア、しだれ桜

## 所在地
〒259-0201 神奈川県足柄下郡真鶴町真鶴1789外

## アクセス
JR東日本東海道本線の真鶴駅から徒歩で5分。